# David Pope
David Pope, né le 15 avril 1962 à Newport News (Virginie), et mort le 21 octobre 2016, est un joueur américain de basket-ball.

## Biographie
IL est formé aux Spartans de Norfolk State de 1980 à 1984, dont il reste un des meilleurs marqueurs avec 2 339 points inscrits en carrière avec des statistiques de 23,4 points et 12,1 rebonds en senior,.
Il est choisi au troisième tour de draft 1984 (62e choix) par le Jazz de l'Utah. Il joue sa saison rookie avec les Kings de Kansas City (22 rencontres à 1,9 point de moyenne) et la suivante aux SuperSonics de Seattle (11 rencontres à 1,9 point de moyenne).
Il joue également trois saisons en CBA avec les Albuquerque Silvers et les Wyoming Wildcatters puis se retire.